# DualSense

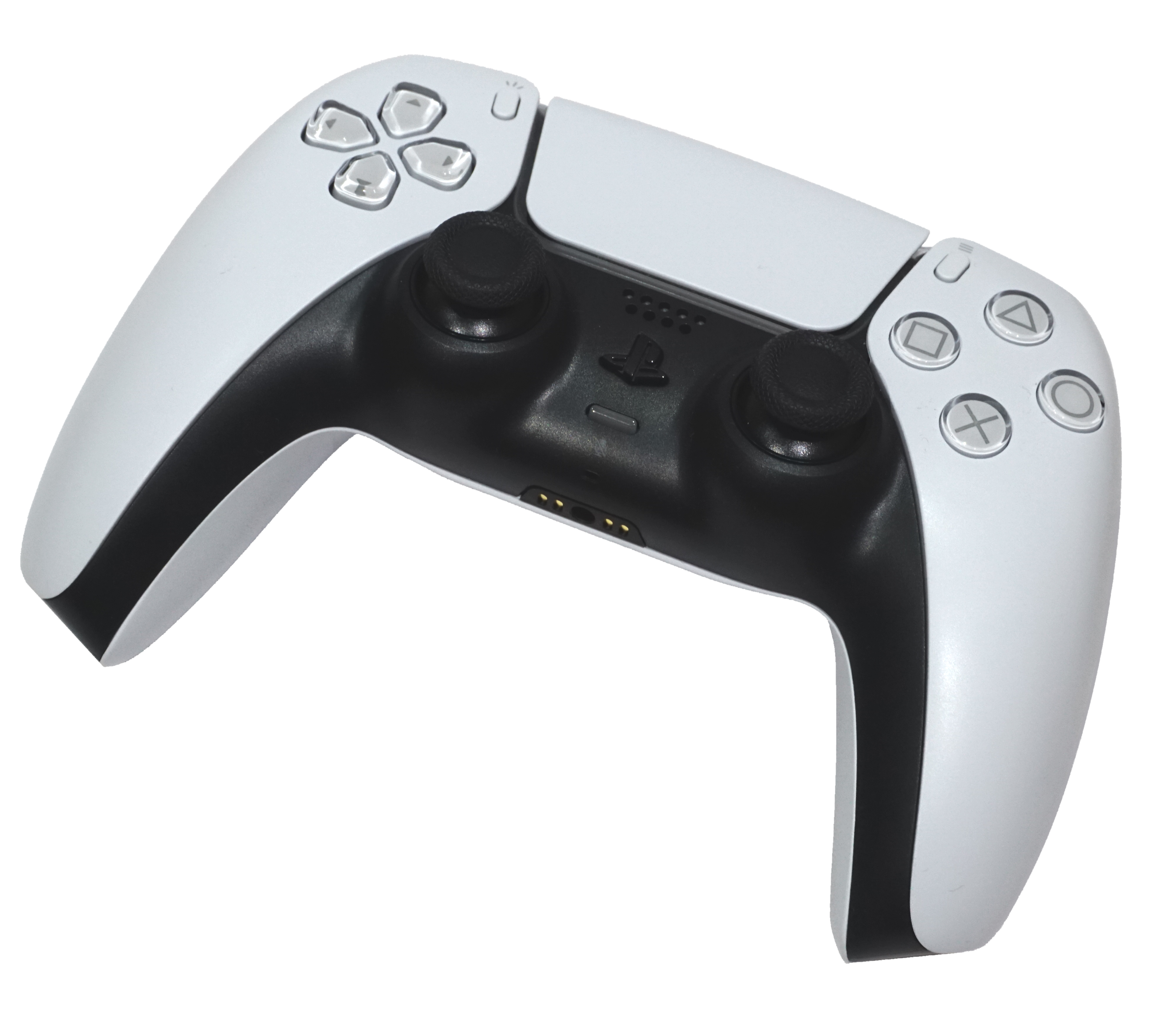
Il DualSense

Il DualSense è un controller wireless analogico realizzato da Sony Interactive Entertainment per la console PlayStation 5. Successore del DualShock 4, è stato presentato il 7 aprile 2020 tramite un comunicato sul blog ufficiale PlayStation.

## Caratteristiche
Il DualSense è stato chiamato così perché, rispetto al DualShock, è dotato di feedback aptico, con attuatori al posto dei classici motori elettrici di vibrazione presenti nel precedente controller, e di grilletti adattivi (L2 e R2)  che abbandonano la tecnica della membrana analogica e ora si affidano sul sistema a potenziometro, inoltre possono modificare la resistenza secondo necessità grazie ad un motorino ed un sistema di ingranaggi che adattano l'esperienza di gioco in base alla pressione esercitata su di essi.
Altra novità del predecessore, il controller è dotato anche di un microfono integrato.
Viene rivisto anche il design, caratterizzato da due tonalità di colore ed il LED luminoso non è più incardinato in un unico spazio, bensì in una doppia feritoia ai lati del touchpad. Inoltre, secondo quanto affermato da Sony, il DualSense è meno ingombrante e più leggero rispetto al predecessore.

## Levette e tasti
Il controller dispone dei seguenti tasti:
- un pad direzionale sulla sinistra;
- due stick analogici, usabili anche come pulsanti L3 e R3;
- quattro tasti azione principali (identificati con i simboli: cerchio, croce, triangolo e quadrato);
- un tasto centrale con il logo PlayStation;
- il tasto CREATE, corrispondente al tasto SHARE del DualShock 4;
- il tasto OPTIONS;
- i tasti dorsali L1 e R1 e i grilletti L2 e R2;
- un touchpad.

## Critiche e problematiche

### Drift
Durante i primi di maggio 2021 è stata presentata una mozione in tribunale a carico di Sony in merito alla questione di un problema relativo alle levette analogiche del controller il problema, noto come drift (ovvero scivolamento) comporta che, a causa di un difetto di progettazione, il controller rilevi dei comandi fantasma interpretandoli come un input da parte della levetta analogica e che causa un continuo movimento del personaggio in gioco (come se, appunto, la levetta scivolasse continuamente sul suo perno mandando input).
Casi simili sono stati riportati anche per i controller di Nintendo Switch e per il DualShock 4 della precedente console di Sony.